# Trutkobbar
Trutkobbar är skär i Åland (Finland). De ligger i Skärgårdshavet och i kommunen Saltvik i landskapet Åland, i den sydvästra delen av landet. Öarna ligger omkring 35 kilometer norr om Mariehamn och omkring 280 kilometer väster om Helsingfors.
Arean för den av öarna koordinaterna pekar på är 2,8 hektar och dess största längd är 290 meter i nord-sydlig riktning. I omgivningarna runt Trutkobbar växer i huvudsak barrskog. Runt Trutkobbar är det glesbefolkat, med 12 invånare per kvadratkilometer.. Närmaste större samhälle är Finström, 15,5 km söder om Trutkobbar.